# Gran Oest francès

localització de les regions del Gran Oest

El Gran Oest francès (francès Grand Ouest) és una noció geogràfica normalment utilitzada a França per designar a les regions del nord-oest del país. Encara que no es correspon amb cap entitat administrativa ni està clarament delimitat, el Gran Oest agrupa les regions de Bretanya, Baixa Normandia i País del Loira. A vegades el terme inclou també a la regió de Poitou-Charentes i els departaments d'Indre i Loira, Loir i Cher i algunes vegades hi és inclosa l'Alta Normandia.
A més sol ser utilitzat per referir-se a equipaments o infraestructures de la zona com a autopistes, la xarxa d'alta velocitat, etc.
A partir de les eleccions europees de 2004 existeix una circumscripció Oest que agrupa a les regions de Bretanya, País del Loira i Poitou-Charentes, i s'inclou la regió de Baixa Normandia en la circumscripció Nord-oest al costat de l'Alta Normandia, Nord-Pas-de-Calais i Picardia.